# Jacques Defermon
Pour les articles homonymes, voir Defermon.
Joseph Jacques, comte Defermon des Chapelières, né le 15 novembre 1752 à La Basse-Chapelière et mort le 15 juillet 1831 à Paris, est un homme politique français.

## Biographie
Jacques Joseph Defermon des Chapelières est le fils de Jacques Defermon, sieur des Chapelières, avocat au parlement, procureur fiscal de la baronnie d’Ancenis, maire de Châteaubriant, député aux États de Bretagne en 1768, et de Marie Lambert. Il est le frère du baron Jean-François Defermon (1762-1840), préfet et député.
Il suit les traces de son père et est reçu au parlement de Bretagne à Rennes.
Il se marie en 1783 avec Jeanne Duboys des Sauzais, fille d’un procureur au parlement de Bretagne à Rennes dont il reprend la charge. Elle est la tante de Jacques Jean Duboys (1792-1861) et d'Étienne Duboys Fresney. Ils sont les parents de Jacques et de Joseph Defermon des Chapelières, ainsi que les grands-parents de César-Auguste Ginoux-Defermon.
Partisan des idées nouvelles, il prend part en 1787-1788 avec ses collègues Lanjuinais et Le Chapelier au mouvement réformiste qui secoue les parlements. Il est d'ailleurs élu secrétaire de l'Assemblée des États de Bretagne. 

### Le député aux États généraux
En 1789, Jacques Defermon est élu représentant du tiers état de la sénéchaussée de Rennes, le septième et dernier, aux États généraux. 
Il siège sur les bancs de la gauche de l'Assemblée. Le 4 mai 1791, il vote en faveur du rattachement du Comtat Venaissin à la France. Le 12 mai, il vote en faveur de l'égalité entre les hommes blancs et les hommes libres de couleur dans les colonies. 
Le 8 mai 1790, sous la présidence de Jacques-Guillaume Thouret, il est élu secrétaire aux côtés de Jean-Baptiste-Charles Chabroud et de Jacques-Bernardin Colaud de la Salcette. 

### Mandat à la Convention
La monarchie constitutionnelle mise en application par la constitution du 3 septembre 1791 prend fin à l'issue de la journée du 10 août 1792 : les bataillons de fédérés bretons et marseillais et les insurgés des faubourgs de Paris prennent le palais des Tuileries. Louis XVI est suspendu et incarcéré, avec sa famille, à la tour du Temple. 
En septembre 1792, Jacques Defermon, alors président du tribunal criminel de Rennes, est élu député d'Ille-et-Vilaine, le deuxième sur sept, à la Convention nationale.
Defermon prend part aux institutions de la Convention girondine : 
- Le 15 novembre 1792, aux côtés de Jean-Louis Carra (député de Saône-et-Loire), de Louis-Michel Lepeletier de Saint-Fargeau (député de l'Yonne) et de Jean-Baptiste Mailhe (député de Haute-Garonne), il est élu secrétaire sous la présidence de l'abbé Grégoire (député du Loir-et-Cher)[7].
- Le 13 décembre, il est élu président de la Convention et ses secrétaires sont Jacques-Antoine Creuzé-Latouche (député de la Vienne), Jean-Baptiste Louvet de Couvray (député du Loiret) et Charles-Nicolas Osselin (député de la Seine)[8].
- Le 4 janvier 1793, aux côtés de ses collègues Pierre-Joseph Cambon (député de l'Hérault) et Jean-Joseph Johannot (député du Haut-Rhin), membres du Comité des finances, il est élu membre du Comité de défense générale[9].

Il siège sur les bancs de la Gironde. Lors du procès de Louis XVI, il se prononce en faveur de l'appel au peuple et du sursis à l'exécution de la peine. Lors du troisième appel nominal, relatif à la peine à infliger, il répond : 
Comme législateur, je ne voterai jamais la peine de mort ; je suis peut-être un de ceux dont les noms ont appelé la vengeance nationale, c'est un motif pour nous de n'en pas user ; en conséquence, je vote pour la réclusion. 
Le 13 avril 1793, il est absent lors du scrutin sur la mise en accusation de Jean-Paul Marat. Le 28 mai, il vote en faveur du rétablissement de la Commission des Douze.
Le 17 juillet, sur motion de René Levasseur, Defermon est décrété d'arrestation pour avoir écrit une lettre hostile aux journées du 31 mai et du 2 juin aux autorités constituées d'Ille-et-Vilaine. Le 28 juillet, après le rapport de Bertrand Barère (député des Hautes-Pyrénées), membre du Comité de Salut public, Defermon est décrété hors-la-loi pour s'être soustrait à son décret d'arrestation. Il se cache dans le château de Trécesson (département du Morbihan). 
Le 18 ventôse an III (le 8 mars 1795), après le rapport de Philippe-Antoine Merlin (député du Nord), Defermon et les autres députés girondins mis hors-de-la-loi sont réintégrés à la Convention. 
Defermon prend part à la réaction thermidorienne : 
- Le 15 floréal (le 4 mai), il est élu membre du Comité de Salut public aux côtés de Louis-Gustave Doulcet de Pontécoulant (député du Calvados), de Jacques-Antoine Rabaut-Pommier (député du Gard), de Jean-Baptiste Treilhard (député de Seine-et-Oise) et de Théodore Vernier (député du Jura)[17].
- Le 21 thermidor (le 8 août), il appuie l'arrestation de Jean-Alban Lefiot (député de la Nièvre), accusé d'avoir fait exécuter quatre citoyens durant sa mission à Montargis[18].

### Le Directoire

#### Création du mandat territorial
En octobre 1795, Defermon est réélu député d'Ille-et-Vilaine au Conseil des Cinq-Cents. Comme sous les précédentes assemblées il se spécialise dans les questions financières et présente un grand nombre de projets de loi qu'il prépare au sein des comités. Ainsi il propose le 9 mars 1796 au nom de la commission des finances de créer le système du mandat territorial pour remplacer celui de l'assignat, initiative adoptée par les Conseils. L'échange se fait sur la base de trente francs en assignats contre un franc en mandats, au lieu de 300 contre 1, sa valeur réelle. Cette disproportion condamne cette nouvelle monnaie fiduciaire à l'échec et il est abandonné le 4 février 1797. 

#### Un clichyen modéré
Defermon jouit d'un grand prestige au sein du Conseil puisqu'il est élu secrétaire, puis de nouveau président de l'Assemblée le 20 mai 1796. Politiquement il est proche des royalistes modérés qui fréquentent le club de Clichy, mais se garde de toute compromission et reste au fidèle au Directoire.
Non réélu en 1797, Defermon trouve alors une place dans l'administration et devient commissaire de la Trésorerie nationale.

### Un notable du régime napoléonien
En 1799, l'ancien député soutient le coup d'État du 18 brumaire et se rallie aussitôt au Premier Consul qui le récompense en le nommant au Tribunat. 
Mais Bonaparte l'appelle presque aussitôt à siéger au Conseil d'État dont il devient l'un des membres les plus influents. Il préside ainsi la section des finances jusqu'à la chute de l'Empire, et participe à la création de la Caisse de garantie et d'amortissement. En 1804, il est nommé directeur général du « conseil de la liquidation de la dette publique » et reçoit la Légion d'honneur. L'année suivante il est intendant général, puis en 1808 ministre d'État et directeur des finances. Le 23 mars 1808, il est fait comte de l'Empire. Dans le cadre de ses fonctions administratives, il acquiert une réputation de sévérité et on lui reproche une trop grande rigueur envers les contribuables, d'où son surnom « Fermons la caisse ». Craint des financiers, il n'hésite pas à faire emprisonner certains d'entre eux tel le banquier Ouvrard.
Sa fidélité envers l'empereur est indéniable, au point que celui-ci envisage un temps d'en faire son ministre du Trésor.
Retiré sous la Première Restauration, le comte Defermon retrouve toutes ses fonctions lors des Cent-Jours. Le 12 mai 1815, les électeurs d'Ille-et-Vilaine l'envoient siéger à la Chambre des représentants où il est l'un des principaux représentants du parti bonapartiste. Après l'abdication de 22 juin, il fait tout son possible pour faire reconnaître Napoléon II mais ses espoirs sont vains.

### Bannissement et fin de vie
Le retour des Bourbons en juillet 1815 sonne le glas de la carrière de Defermon. Bien que n'ayant pas voté la mort de Louis XVI, il est contraint à l'exil par la loi du 12 janvier 1816 pour avoir signé l'Acte additionnel de 1815. 
Il s'installe alors à Bruxelles et y vit pendant six ans, jusqu'en 1822, date à laquelle il obtient une amnistie et peut regagner la France. Il se retire alors complètement de la vie publique et s'éteint à Paris en 1831, à l'âge de 78 ans.